# Salvador Aguilera Carrillo
Salvador Aguilera Carrillo (Barcelona, 1972) és un economista i polític balear, diputat al Parlament de les Illes Balears en la IX legislatura.
És llicenciat en ciències econòmiques i Empresarials i diplomat a l'Escola de Turisme. Membre de Podem a Eivissa, fou designat com a candidat a les llistes per Eivissa d'aquest partit per a les eleccions al Parlament de les Illes Balears de 2015. És secretari de la comissió de cultura, educació i esports del Parlament Balear.